# Alcoholpromillage
Het alcoholpromillage geeft aan hoeveel alcohol er per eenheid van volume in een alcoholische drank zit, of het promillage alcohol dat in iemands bloed zit. Hierbij komt 1 ‰ overeen met een massaconcentratie van 1 mg ethanol per ml bloed. 
Er bestaan verschillende testen om te onderzoeken of iemand (te veel) alcohol genuttigd heeft, de ademhalingstest waarmee het  adem-alcoholgehalte (AAG) bepaald wordt, en de bloedtest waarmee het bloed-alcoholgehalte (BAG) wordt gemeten.
- Alcoholademtest of blaastest. Hierbij worden door middel van een draagbaar apparaat sporen van alcohol opgespoord in de uitgeademde lucht. De hoeveelheid alcohol wordt uitgedrukt in milligram alcohol per liter uitgeademde lucht. 0,22 mg/L correspondeert (bij gezonde mensen) met 0,5 promille alcohol in het bloed.
- Bloedtest. In een klinisch chemisch of farmaceutisch laboratorium in een ziekenhuis kan het alcoholpromillage bepaald worden uit bloed, verkregen door een bloedafname. Als de natrium-, kalium-, glucose-, ureumconcentratie en de gemeten osmolaliteit van het bloedplasma bekend is (in mmol/l) kan het alcoholpromillage ook berekend worden: Berekend alcoholpromillage = (gemeten osmolaliteit - (2×[natrium] + 2×[kalium] + [glucose] + [ureum]) × 0,0461). Deze berekende uitslag dient slechts als hulpmiddel gebruikt te worden en is minder nauwkeurig dan de gemeten promillage

Langdurig alcoholmisbruik kan aangetoond worden door de volgende klinisch chemische testen:
- ASAT, ALAT, GGT
- MCV
- koolhydraatdeficiënt transferrine

In de Nederlandse Wegenverkeerswet is bepaald dat een alcoholgehalte van 220 µg/l in de adem of 0,5 gram alcohol per liter in het bloed  strafbaar is. Deze 0,5-promillegrens die ook in veel andere landen gehanteerd wordt, komt ongeveer overeen met twee standaardeenheden bier, wijn of sterkedrank waarbij de hoeveelheid van een standaardeenheid afhangt van het soort drank.